# Лос Оливос (Калифорнија)
Лос Оливос (енгл. Los Olivos) насељено је место без административног статуса у америчкој савезној држави Калифорнија.

## Демографија
По попису из 2010. године број становника је 1.132.
| Група             | 2000.    | 2010.       |
| Белци             | 0 (0,0%) | 976 (86,2%) |
| Афроамериканци    | 0 (0,0%) | 1 (0,1%)    |
| Азијати           | 0 (0,0%) | 12 (1,1%)   |
| Хиспаноамериканци | 0 (0,0%) | 125 (11,0%) |
| Укупно            | 0        | 1.132       |